# فرانكونيا الوسطى
فرانْكُونيَا الوُسْطَى (بالألمانية: Mittelfranken)‏ أو مِيتَلَّ فرَآنكنّ هي مُحافظة في وِلاَية باڤارِيا في جُمهُوريَّة أَلمَانيَا الاِتّحاديّة. تَقَع مُحافظة فرانكُونيا الوُسطَى في الشمال من الدَّولة الحُرَّة باڤارِيا أَهمَّ المُدن الكُبرَى في شمال جِبال الأَلب جَنُوب أَلمَانيَا. وتضُمّ المُحافظة سَبعة مَناطِق إِدارِيّة، وخَمسة مُدُن، بمِساحة تُقَدَّر بحَوالَي 7245 كم².

## التّقسِيمات الإِدارِيّة
تضُمّ مُحافظة فرانكُونيا الوُسطَى سَبعة مَناطِق إِدارِيّة أو كما تُعرِّف بدائِرة رِيفِيَّة أَلمانِيَّة، وخَمسة مُدُن. وهي كالتَّالي:

### المَناطِق الإِدارِيّة
| اِسم المِنطقَة الإِدارِيّة                   | ٱلِٱسم بالأَلمانِيَّة                              | عَدد السُكَّان | المِساحَة (كم²) |
| -------------------------------------- | --------------------------------------------- | ---------- | ------------- |
| مِنْطَقَة آنسبَاخ                           | Landkreis Ansbach                             | 182٬178    | 1٬972         |
| مِنْطَقَة إرلِنغَنِّ-هُوشَتَات                    | Landkreis Erlangen-Höchstadt                  | 134٬640    | 565           |
| مِنْطَقَة فُورَّت                             | Landkreis Fürth                               | 115٬971    | 308           |
| مِنْطَقَة نُويشَتَات آن دِير آيش-بَاد ڤيندسهَائِم | Landkreis Neustadt an der Aisch-Bad Windsheim | 99٬332     | 1٬268         |
| مِنْطَقَة نُورنٍبِيْرِغر لَانْد                   | Landkreis Nürnberger Land                     | 168٬893    | 799           |
| مِنْطَقَة غُوت                              | Landkreis Roth                                | 125٬563    | 895           |
| مِنْطَقَة ڤايسنٍبِيْرِغ غونتسنهاوزَن            | Landkreis Weißenburg-Gunzenhausen             | 93٬974     | 971           |

### المُدن
| اِسم المدِينة    | ٱلِٱسم بالأَلمانِيَّة | عَدد السُكَّان | المِساحَة (كم²) |
| -------------- | ---------------- | ---------- | ------------- |
| مدِينة آنسبَاخ   | Stadt Ansbach    | 75٬743     | 100           |
| مدِينة إرلِنغَنِّ   | Stadt Erlangen   | 110٬238    | 77            |
| مدِينة فُورت     | Stadt Fürth      | 125٬403    | 64            |
| مدِينة نُورنٍبِيْرِغ | Stadt Nürnberg   | 511٬628    | 187           |
| مدِينة شَڤابَاخ   | Stadt Schwabach  | 40٬707     | 41            |

## اُنظُر أيضاً
- قائِمة مُدُن أَلمَانيَا.

## وُصلات خارجيّة
- الصّفحة الرّسميّة لفرانكُونيا الوُسطَى (باللُّغَةُ الألمانِيّة).

## صور

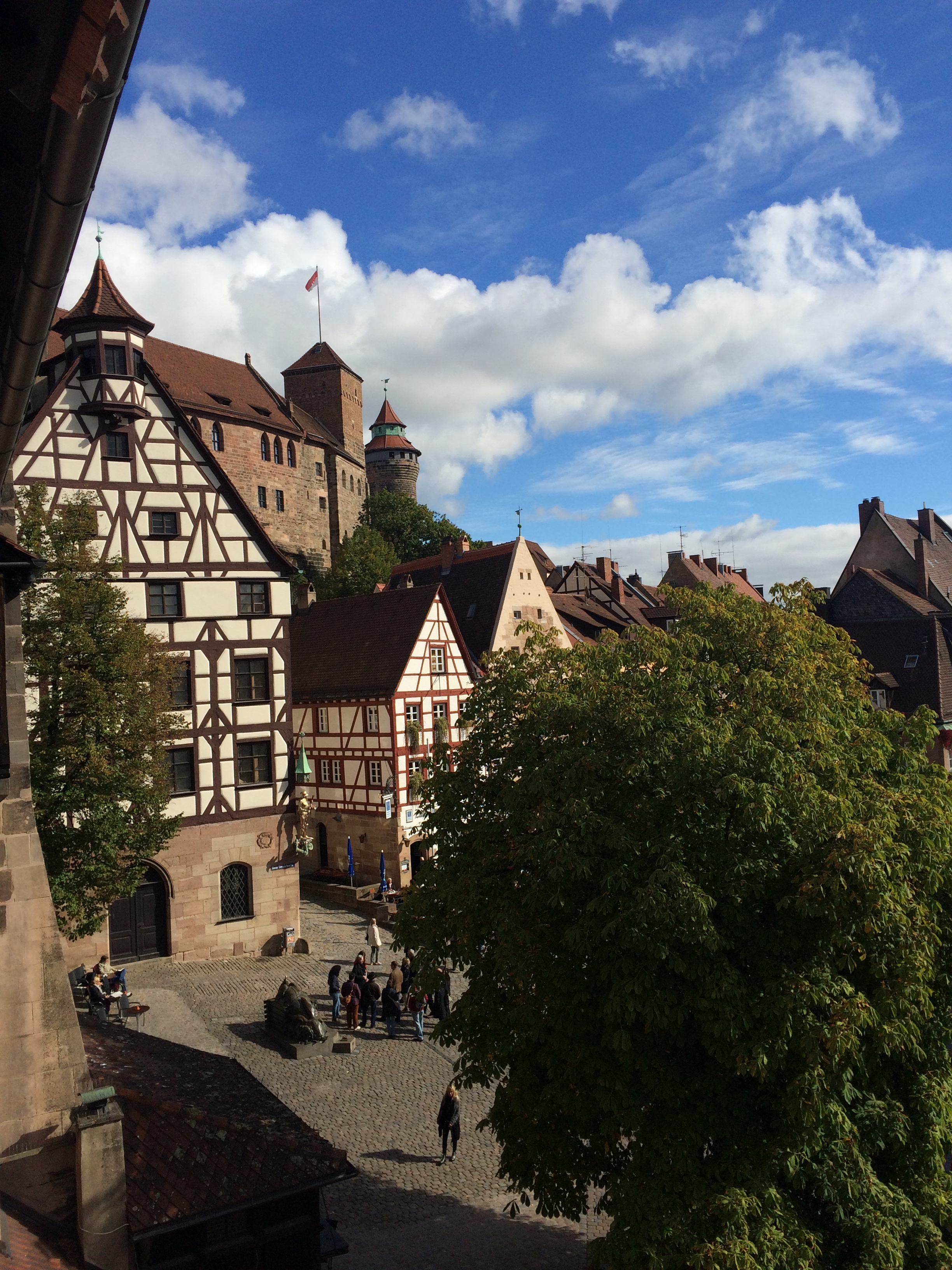
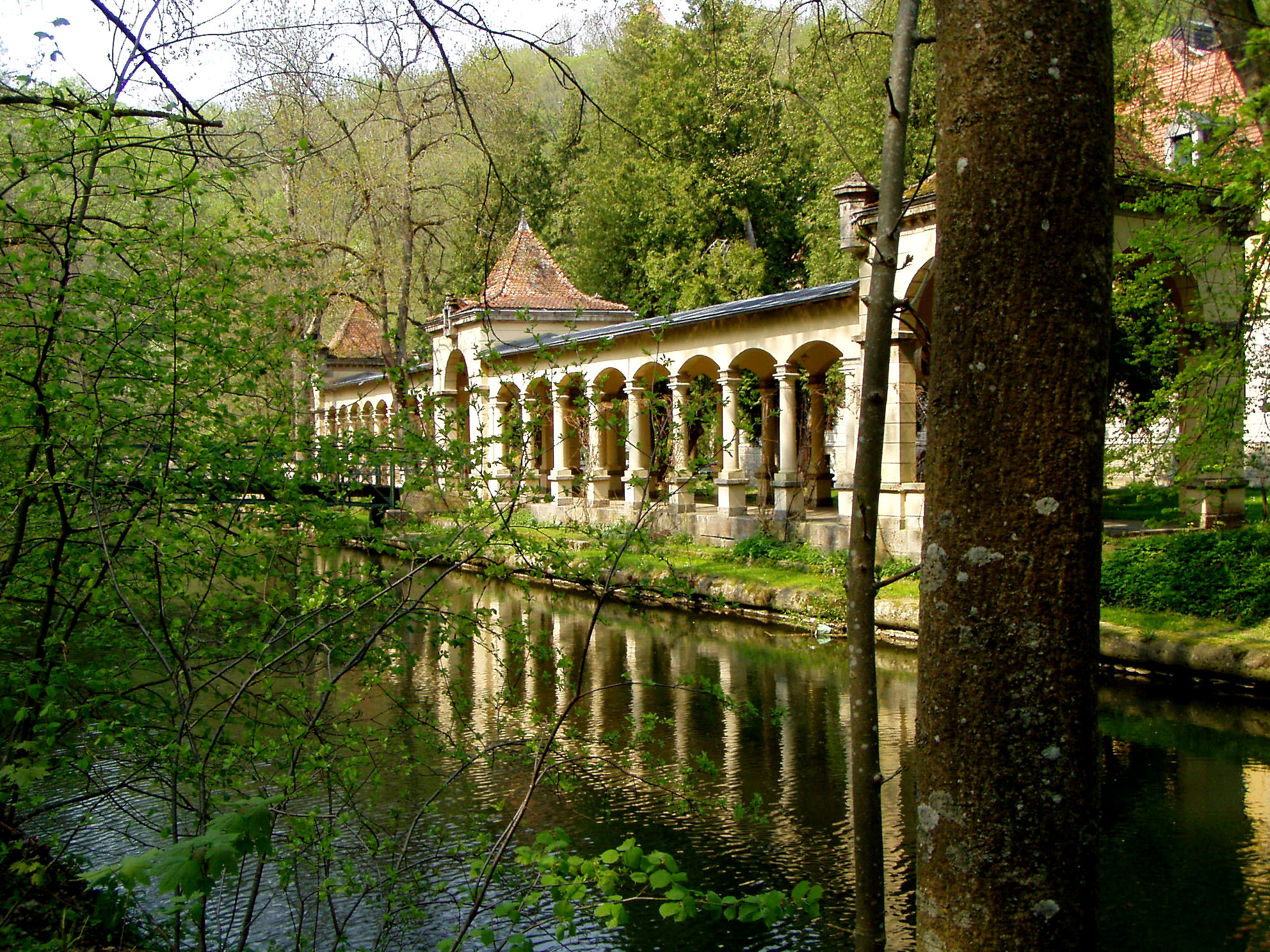
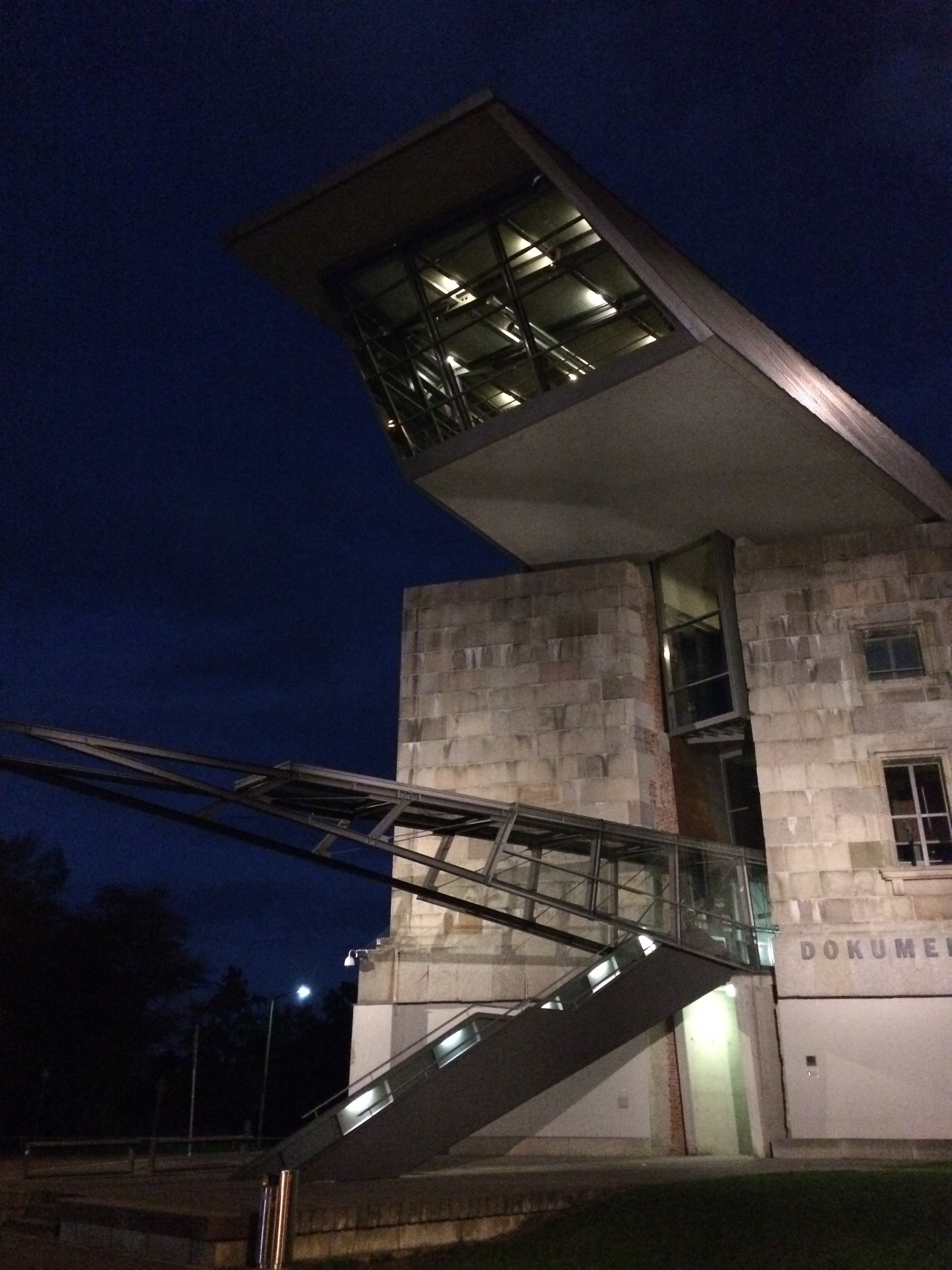
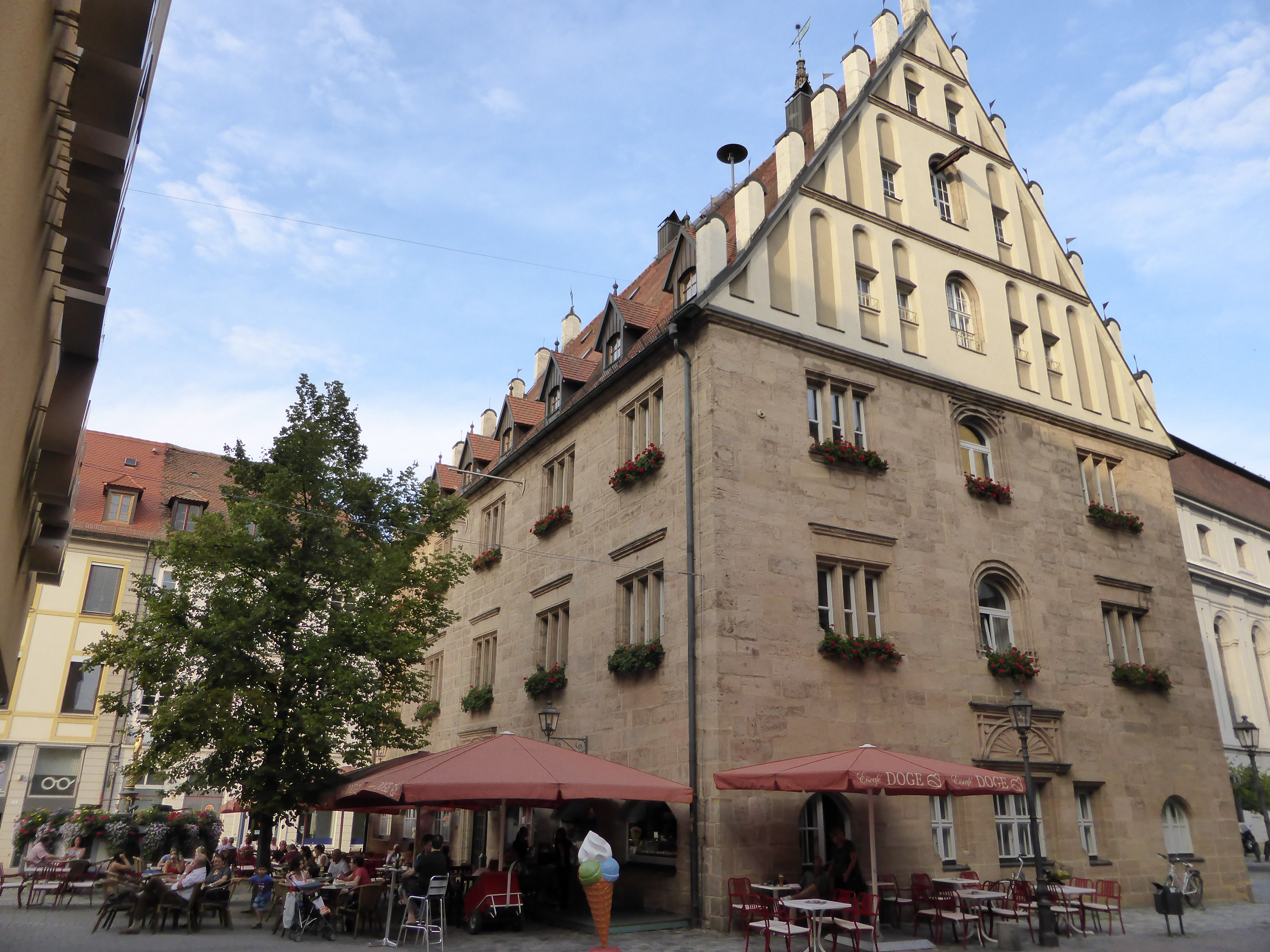

## مَراجع
1. ↑  GeoNames (بالإنجليزية), 2005, QID:Q830106